# Hornonitranské předhůří
Hornonitrianské predhorie  nebo Hornianské predhorie  je geomorfologickou částí Velkého Tribča, podcelku pohoří Tribeč.  Leží v severozápadní části podcelku, jihovýchodně od Topoľčan. 

## Polohopis
Území se nachází ve střední části pohoří Tribeč a zabírá severozápadní část podcelku Veľký Tribeč. Vytváří pás území, lemující tuto část pohoří, přibližně od Ješkové Vsi na severu, po Kovarce na západě. Hornonitrianské predhorie obklopuje v rámci pohoří na východě Skýcovská vrchovina, geomorfologická část podcelku Rázdiel, jižním směrem navazuje podcelek Veľký Tribeč s částmi Vysoký Tribeč a Zlatnianské predhorie. Severní a západní směr vymezuje Tribečské podhorie, které je součástí Podunajské pahorkatiny. 
Západní a severní úbočí Velkého Tribča  patří do povodí Nitry, kde směřují i všechny vodní toky z Hornonitrianského predhoria. Nejvýznamnější potoky této části pohoří jsou Dršňa, Líšný, Vyčoma a Hradský potok. 

## Chráněná území
Prakticky celá střední část pohoří, včetně Hornonitrianského podhoria, patří do Chráněné krajinné oblasti Ponitrie. Zvláště chráněnými územími jsou národní přírodní rezervace Hrdovická, přírodní rezervace Kovarská hôrka a Solčiansky háj. 

## Turismus
Turisticky atraktivní lokality jsou zejména v chráněných oblastech na západním okraji území. Značené stezky z okolních obcí vedou na dominantní vrcholy pohoří. Nejnavštěvovanější je hlavní hřeben v úseku Veľký Tribeč - Malý Tribeč - Medvedí vrch, s pokračováním na Javorový vrch.

### Turistické trasy
- po  modře značeném chodníku:
  - z Kovariec na Veľký Tribeč (napojení na  červeně značenou Ponitrianskou magistrálu)
  - ze Solčan přes Medvedí vrch a Malý Tribeč na rozc. Pustovníkova studňa
- po  žluté trase z Klátovej Novej Vsi na Javorový vrch [3]